# Radio Clarín
Radio Clarín es una emisora de radio musical de Uruguay enfocada en la difusión de música típica, folklórica y tango. 

## Historia
Fue fundada el 12 de octubre de 1958 por el ingeniero Francisco Tourreilles. Sus primeros estudios estaban en la calle Colonia 1487 y sus dos primeros transmisores fueron de fabricación nacional, el primero de fabricación casera por Carlos Rey Guerín, y el segundo por la empresa uruguaya CRUL. En principio, su frecuencia era 1590 kHz con la característica CX58, pero posteriormente fue reemplazada por la frecuencia 580 kHz, manteniendo por supuesto la característica de CX 58.
A mediados de diciembre de 2020, desde la emisora se anunció el cese de sus transmisiones radiales para convertirse en una emisora online. Esto provocó mucha sorpresa y tristeza en sus oyentes diarios.
Días después, entendiendo la importancia de esta emisora, tanto en su patrimonio como también su aporte a la cultura y a la música nacional, la Comisión de Patrimonio de la Nación y el Ministro de Educación y Cultura, le propusieron al Servicio de Comunicación Audiovisual Nacional que mediante Radiodifusión Nacional gestione y opere la emisora, para que pueda mantenerse en aire.
El 25 de marzo de 2021, menos de tres meses después de habérsele sido realizada una nota por Canal 4 a razón del posible cese de la radio en diciembre anterior, falleció a los 76 años el locutor Derly Martínez, quien fuese la voz de dicha radio entre 1963 y 2005. Su muerte pasó de manera casi desapercibida por la prensa, y muchos apuntan a que quedó eclipsada tras la repentina muerte por COVID-19 del periodista deportivo Alberto Sonsol, que casualmente ocurrió el mismo día que la de Martínez.
En noviembre de 2023, luego de dos años de gestión por parte de Radiodifusión Nacional la emisora fue adquirida por una nueva administración y relanzó una nueva programación muy relacionada al tango y la música típica y folclórica.